# Придјел Доњи
Придјел Доњи је насељено мјесто у граду Добој, Република Српска, БиХ. Према попису становништва из 2013. године, у насељу је живјело 844 становника.

## Географија
Придјел Доњи се налази на северозападним падинама планине Озрен. Северно од њега лежи насеље Липац, а јужно од њега насеља Придјел Горњи, Шеварлије, Поточани и Стријежевица. Атар има излаз на обалу реке Босне а кроз само насеље протиче поток Велика Ријека у правцу југоисток-северозапад. Овај поток извире изнад насеља, у планинској области између насеља Поточана, Стријежевице и Придјела Доњег, и улива се у Босну у близини погонског објекта Градске топлане у Добоју. Унутар придјелског атара према Босни налази се пешачко-пољопривредни пут који преко Жељезног моста спаја Придјел Доњи са Добојем преко улице Николе Тесле.
Главну саобраћајну везу са Добојем представља регионални пут Р465 (Жепче-Модрича) са којим се укршта, преко моста на Босни, улица Светог Саве која води у само градско језгро Добоја. Упоредно са регионалним путем Р465 пружа се железничка пруга која води до главне железничке станице у Добоју. Током постојања СФРЈ Добој је био највећи железнички чвор у држави, а и данас има важан значај за железнички саобраћај БиХ и региона. Придјељани излазе на Р465 кроз два подвожњака. Први се налази на граници са Липцем, који припада пружној линији, док се други налази у самом Придјелу и саставни је део Р465. Преко њега се може изаћи и на пешачко-пољопривредни атарски пут ка Жељезном мосту.
Са Липцем и Придјелом Горњим се саобраћајна веза одвија на локалним путевима а једним таквим путем се одржава саобраћајна веза и са озренским насељима према истоку. Путеви су асфалтирани и функционални. Поред тога, користе се и поједини алтернативни путеви у облику макадамских возних путева и пешачких стаза, од којих многе воде кроз шумовите делове села. Једном таквом пешачком стазом се може доћи до планинског извора који локални становници зову Грозничава вода. Главне раскрснице у насељу су Пашињача и гробљанска раскрсница.
Простор насеља је релативно пошумљен, а пошумљеност није концентрисана већ је на расута и на многим местима испрекидана. Међу дрвећем доминира буква.

## Историја
Највећи део историје простора на коме се налази Придјел Доњи је магловит, али се на неким местима та историја јасно уочава, поготово од краја 19. века до данашњих дана.
Тако имамо случај једног насељавања у Придјел хајдука-устаника Стојана, који је највероватније хајдуковао током немира у БиХ изазваних Херцеговачким устанком (1775-1778. године). Са њим је хајдуковао и његов млађи брат који се овде одвојио од њега и населио у данашње Осјечане, северно од Добоја. Неспорно је насељавање и хајдуковање, јер потомци обојице устаника чувају јасно и прецизно породичну генеалогију и предање. Међутим, њихово порекло је нејасно али се сматра да су дошли из области источно од Придјела. Њихов долазак пратила је и легенда о турском благу које су присвојили и закопали негде у самом Придјелу. Турске власти су их гониле али након доласка аустроугарских окупационих трупа 1878. године гоњење је прекинуто. Ова научна хипотеза, ако се утврди као тачна, може дати смерницу за истраживање тог историјског периода на овим просторима.
Долазак Аустро-Угарске на простор БиХ донео је са собом, између осталог, повећани процес изградње саобраћајне инфраструктуре. Тако је 1879. године саграђен данашњи Жељезни мост. Преко њега, дуж данашњег пољопривредно-пешачког пута ка Добоју, пружала се пруга која је водила ка данашњем добојском насељу Усори. Њоме се кретала парна локомотива, од локаланог становништва названа ,,Ћиро", која је превозила материјал ка усорским фабрикама. Пред Први светски рат подигнуте су три стражарске куле, две са десне обале и једна са леве обале. Пруга је опстала све до 1960-их.
У време Другог светског рата становници Придјела Доњег, који је након капитулације Краљевине Југославије потпао под контролу НДХ, су узели удео у пружању војног отпора окупаторској власти и њеним оружаним јединицама. Овај оружани отпор који ће у садејству са другим устаничким областима довести до ослобођења Југославије. По подацима које Миленко Максимовић, учесник тих догађаја, износи у својим књигама „Синови Озрена” и „Бесмртници Озрена и Требаве” Придјел Доњи је претрпео велике војне и цивилне жртве као и велику материјалну штету. Максимовић наводи да су у Придјелу окупаторске снаге за четири године рата спалиле 92 куће а да је у борбама, казненим експедицијама и грађанском рату у истом периоду погинуло и убијено 113 Придјељана.
Први ангажман Придјелског становништва у борби против окупатора је везан за војну операцију ослобођења Добоја, Маглаја и Петрова. Преко Жељезног моста су у зору 23. августа 1941. године прешли устаници под командом Цвијетина Тодића који су привремено ослободили Добој. Међу њима је била и придјелска група коју су чинили: Крсто и Спасоје Глигорић, Вељко и Љубо Кршић, Чедо Стојановић и други. Ова група је учествовала у дизању у ваздух складишта муниције на Усори 24. августа 1941. године, а ова операција је позната у историографији као Усорска диверзије, што је највећа диверзија у окупираној Европи до тог момента. У истој акцији, приликом заузимања главне железничке станице и хотела ,,Гриз" погинули су Придјељани: Митар Бјелановић, Гостимир Михајловић, Милан Божић и Милош Глигорић.

## Становништво
| Демографија (Придјел) (Придјел) (Придјел) | Демографија (Придјел) (Придјел) (Придјел) | Демографија (Придјел) (Придјел) (Придјел) |
| Година                                    | Становника                                | Становника                                |
| ----------------------------------------- | ----------------------------------------- | ----------------------------------------- |
| 1961.                                     | 1.431                                     |                                           |
| 1971.                                     | 1.683                                     |                                           |
| 1981.                                     | 1.983                                     |                                           |
| 1991.                                     | 987                                       |                                           |
| 2013.                                     | 844                                       |                                           |